# Fauconnet noir et blanc
Microhierax melanoleucos
Espèce
Répartition géographique
Statut de conservation UICN

 LC  : Préoccupation mineure
Statut CITES
Le Fauconnet noir et blanc est une espèce de rapaces diurnes appartenant à la famille des Falconidae. Cette espèce est parfois dénommée M. melanoleucus mais la bonne graphie est M. melanoleucos.

## Description
Cet oiseau mesure 18 à 20 cm pour une masse de 55 à 75 g.